# Catherine Cusset
Pour les articles homonymes, voir Cusset (homonymie).
Catherine Cusset, née le 16 mai 1963 à Paris) est un écrivain français, lauréate du grand prix des lectrices de Elle pour Le Problème avec Jane en 2000 et du prix Goncourt des lycéens en 2008 pour un Un brillant avenir.

## Biographie

### Famille et formation
Catherine Cusset a été élevée par une mère avocate puis juge et un père haut-fonctionnaire, ancien élève de l'école nationale d'administration (ENA), puis retraité d'Esso. Son père est catholique breton et sa mère juive parisienne.
Elle est la sœur du philosophe François Cusset, du comédien Yves Cusset et du médecin Sophie Cusset.
Elle passe sa jeunesse à Boulogne-Billancourt et fréquente le lycée La Fontaine à Paris, puis le lycée Louis-le-Grand.

### Carrière universitaire
Ancienne élève de l'École normale supérieure de la rue d'Ulm et agrégée de lettres classiques, elle fait une thèse sur le marquis de Sade (« La raison et la fiction dans L'Histoire de Juliette ») et enseigne la littérature française du XVIIIe siècle à l'université Yale de 1991 à 2002, avant d'arrêter la carrière universitaire pour écrire à plein temps.

### Vie privée
Résidant depuis vingt ans aux États-Unis (avec un intermède à Prague entre 1997 et 1999), elle vit aujourd'hui à Manhattan avec son mari américain et sa fille et passe les étés en France.

### Carrière littéraire
Elle est notamment l'auteure de romans parus aux éditions Gallimard et d'un récit de son expérience de cycliste dans New York agrémenté de photographies personnelles de vélos abandonnés paru au Mercure de France.
La Blouse roumaine, publié en 1990 par Philippe Sollers dans sa collection L'Infini chez Gallimard, marque son entrée, discrète, sur la scène littéraire. Le roman explore la liaison adultère d'une Française mariée à un Américain, qui croit pouvoir contrôler son aventure et se retrouve prise à son propre jeu, quittée à la fois par son amant et par son mari.
Son deuxième roman, En toute innocence, paru en 1995 dans la collection Blanche, finaliste pour le prix Femina et grand succès critique, raconte, à la première personne, les angoisses d'une jeune fille qui souhaite se débarrasser de sa virginité pour devenir une « femme » et qui, à trois reprises, trouve la mort sur son chemin. Le livre très bref est écrit comme en un souffle, avec un rythme saccadé.
À vous, paru en 1996, est un roman inspiré par le personnage de Philippe Sollers et par sa philosophie de la jouissance. La narratrice, Marie (prénom récurrent des romans de Catherine Cusset), s'adresse, depuis les États-Unis où elle vit, à ce mentor spirituel parisien dont le silence l'obsède et dont elle imagine le mépris, tout en cherchant les moyens d'en finir avec lui.
Jouir, paru en 1997, est le premier livre d'autofiction de Catherine Cusset : à travers une mosaïque de scènes liées à la sexualité, Jouir trace le portrait, dans une langue crue et incisive, d'une femme prise entre la puissance de son désir et sa peur de trahir. Le livre a été mal reçu par la critique à sa sortie, qui l'a ignoré ou violemment attaqué.
Le Problème avec Jane, paru en 1999, est un roman plus traditionnel, qui suit une intrigue policière. Jane, jeune professeure dans une grande université américaine où, sous un nom fictif, l'on peut reconnaître l'université Yale, trouve un jour un manuscrit à sa porte, intitulé Le Problème avec Jane. Elle commence à le lire et découvre que l'auteur semble connaître intimement ses déboires professionnels comme ses problèmes conjugaux. Qui en est l'auteur ? Un ancien petit ami ? Un amant éconduit ? Le mari dont elle a divorcé ? Un collègue jaloux, ou secrètement amoureux ? Une amie ? Plébiscité par les lecteurs, finaliste du prix Médicis et lauréat du grand prix des lectrices de Elle en 2000, Le Problème avec Jane s'est vendu à plus de deux-cent mille exemplaires.[réf. nécessaire]
En 2001 paraît La Haine de la famille, salué unanimement par la critique et par Bernard Pivot lors de l'émission de Bouillon de culture du 19 janvier 2001 comme une réussite et un roman d'amour. En explorant le rapport mère-fille sur trois générations, Catherine Cusset livre de sa famille un portrait tragicomique où aucun détail (qu'il s'agisse de la digestion maternelle, de la nuit de noces des parents, ou de l'agonie de la grand-mère à l'hôpital) n'est épargné au lecteur. Tout au long du livre, elle met en cause le regard de la narratrice, Marie, qui se fait le juge de sa mère.
En 2003, Catherine Cusset poursuit son travail d'autofiction et d'autocritique avec Confessions d'une radine, écrit à la première personne, récit drôle et piquant dont l'enjeu est sérieux : il s'agit de dénoncer l'instinct qui pousse à économiser et à se méfier de l'autre, et qui empêche de jouir de la vie, car vivre c'est « dépenser sans compter ». Confessions d'une radine est un livre sur la haine de soi.
En 2004, elle publie Amours transversales, un livre composé de quatre nouvelles avec des personnages récurrents, portant toutes sur ces amours qui ne sont pas celles sur lesquelles on a fondé sa vie, mais qui n'en sont pas moins importantes : amours passagères, ponctuelles, qui dessinent dans nos vies une ligne transversale. Amours transversales, écrit à la troisième personne, renoue avec la veine romanesque du Problème avec Jane.
Après un silence de quatre ans et demi, Catherine Cusset publie Un brillant avenir en 2008, son plus grand succès à ce jour. Retenu pour le prix Médicis et dans la deuxième et avant-dernière sélection pour le prix Goncourt, le roman obtient finalement le prix Goncourt des lycéens, qui le propulse pendant six mois sur les listes des meilleures ventes. D'inspiration autobiographique mais d'écriture romanesque, Un brillant avenir retrace le destin d'une femme née en 1936 en Roumanie d'où elle a fini par s'enfuir avec son mari juif afin d'émigrer aux États-Unis et d'offrir à son fils un « brillant avenir », compromis par l'arrivée dans sa vie d'une autre femme, sa belle-fille française.
En 2009 sort au Mercure de France un récit accompagné de photos, New York. Journal d'un cycle, dans la collection « Traits et portraits » dirigée par Colette Fellous. Ce récit, dont la première version remonte à une douzaine d'années plus tôt et qui, par son écriture, est donc plus proche de Jouir et de Confessions d'une radine que des derniers romans de Catherine Cusset, décrit la dispute d'un couple autour du désir d'enfant et l'inscrit dans un paysage new-yorkais fait de violence, d'intensité de circulation, et d'apparitions inattendues. Le cycle, c'est à la fois le cycle menstruel de la narratrice, et le vélo sur lequel elle passe ses journées dans New York pour circuler plus vite et retrouver la paix intérieure.
En 2014, Catherine Cusset publie pour la rentrée le roman Une éducation catholique où elle raconte l'enfance de la narratrice Marie, élevée par un père catholique pratiquant et une mère athée d'origine juive. Si les premiers chapitres sont centrés sur l'éducation religieuse de la narratrice, la romancière profite de ce thème pour élargir sa réflexion sur les thèmes de la foi et du besoin de se créer des dieux. Le récit se prolonge ainsi jusqu'au début de la vie d'adulte de la narratrice qui trace un lien entre les tâtonnements de sa vie sexuelle et son besoin de se trouver un guide ou un dieu.
En octobre 2016, elle est finaliste, avec Régis Jauffret, Leïla Slimani, et Gaël Faye pour le prix Goncourt pour son roman L'Autre qu'on adorait. Il reçoit les prix Liste Goncourt/le choix de…, pour la Suisse, la Roumanie, la Slovénie et la Belgique.
En 2017 est publié son ouvrage Vie de David Hockney. L'auteure imagine dans ce roman la vie du peintre anglais David Hockney en s'inspirant des biographies et des interviews de l'artiste. Le livre est lauréat du prix Anaïs-Nin 2018.

### Décoration
- Officière de l'ordre des Arts et des Lettres (2016)[9]

## Thématiques
Certains des livres de Catherine Cusset (Jouir, La Haine de la famille, Confessions d'une radine, et New York. Journal d'un cycle) s'inscrivent dans la mouvance de l'autofiction. D'autres sont plus romanesques, mais des thèmes récurrents leur sont communs : la famille, le désir, les conflits culturels entre la France et l'Amérique.
Elle se démarque de ses contemporains par une écriture directe, incisive, visuelle, efficace, marquée par l'influence des écrivains anglo-saxons. Elle est traduite dans une quinzaine de langues.

## Œuvres
Elle est l'auteure d'un essai sur les romanciers libertins (Les Romanciers du plaisir, Paris, Champion, 1998) qu'elle a également écrit en anglais (No Tomorrow : the Esthetics of Pleasure in the French Enlightenment, The University of Virginia Press, 1999). Elle a aussi écrit en anglais The Story of Jane (Simon & Schuster, 2001).
Ses romans sont publiés pour la plupart chez Gallimard. Ils sont traduits dans dix-huit langues.

### Romans, essais
- La Blouse roumaine, coll. « L'infini », 1990
- En toute innocence, coll. « Blanche », 1995 ; Folio 2001 Sélection du prix Goncourt, finaliste du prix Femina.
- À vous, 1996 ; Folio 2003
- Jouir, 1997 ; Folio 1999
- Le Problème avec Jane, 1999 ; Folio 2001 Prix des lectrices de Gael (Belgique) ; grand prix des lectrices de Elle 2000 ; finaliste pour le prix Médicis.
- La Haine de la famille, 2001 ; Folio 2003 Sélectionné pour le prix du livre Inter.
- Confessions d'une radine, 2003 ; Folio 2004
- Amours transversales, 2004 ; Folio 2005
- Un brillant avenir, 2008 ; Gallimard Prix Goncourt des lycéens 2008[5].
- New York : journal d'un cycle, Mercure de France, 2009
- Indigo, 2013, Gallimard Prix littéraire de la Ville d'Arcachon 2013.
- Une éducation catholique, 2014, Gallimard
- Le Côté gauche de la plage, illustré par Alain Robet, éditions Dialogues, 2015
- L'autre qu'on adorait, 2016, Gallimard[11] Finaliste pour le prix Goncourt ; prix « Liste Goncourt/le choix de… » la Suisse, la Belgique, la Roumanie, et la Slovénie[12] ; sélectionné pour les prix Renaudot, Interallié, Décembre, Fémina, France Culture, Télérama et Livre Inter.
- Vie de David Hockney, 2018, Gallimard[13] Prix Anaïs-Nin 2018[8].
- Trois fois au bout du monde, 2020, Gallimard[14]
- La Définition du bonheur, 2021, Gallimard[15]
- Ma vie avec Marcel Proust, 2025, Gallimard, coll. « Ma vie avec »[16]

### Autre
- Participation à l'ouvrage collectif Qu'est-ce que la gauche ?, Fayard, 2017